# 圣保罗岛 (留尼汪)

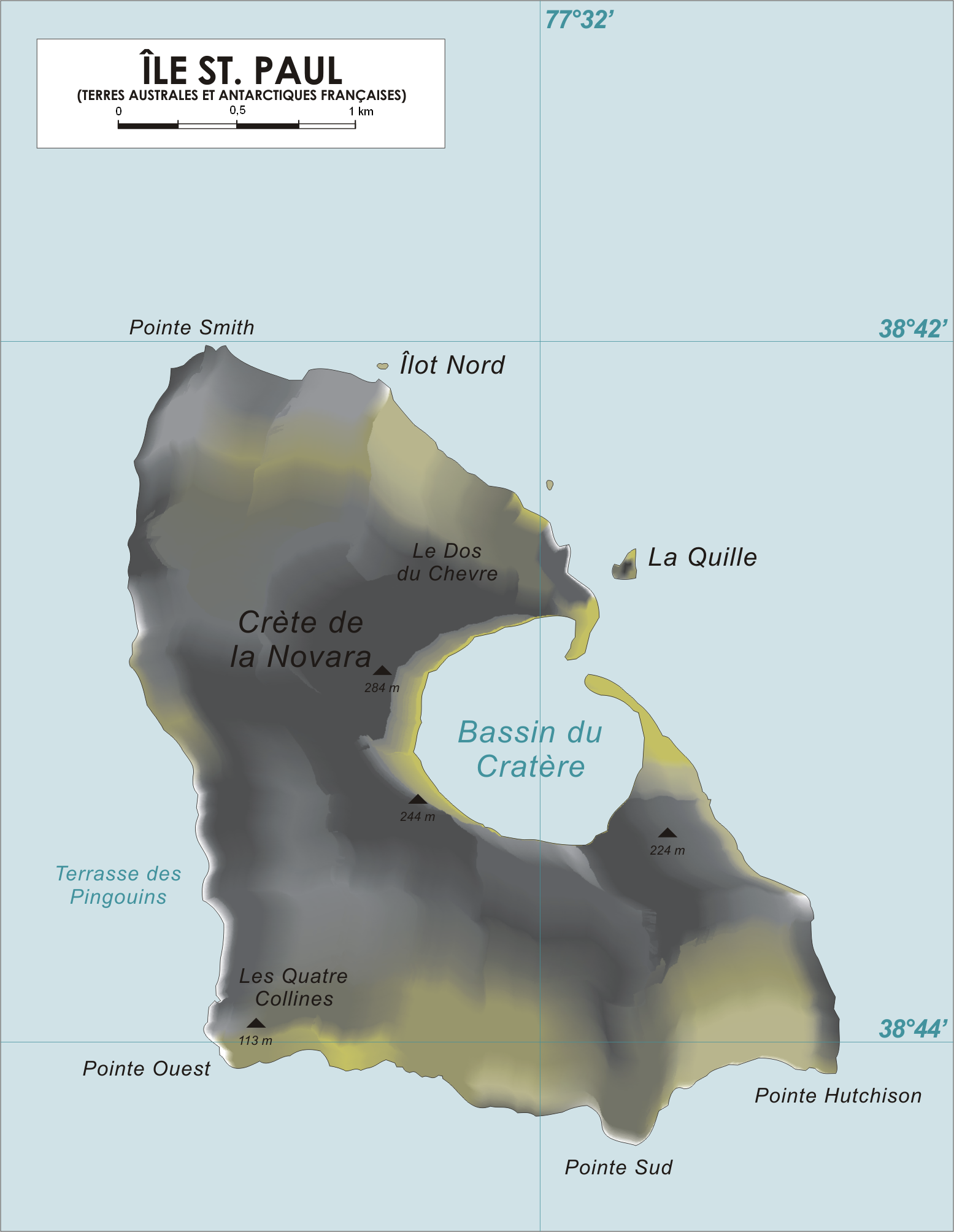
圣保罗岛地图

圣保罗岛（法語：Île Saint-Paul）是法属南部领地的一个岛屿，距离阿姆斯特丹岛85千米。该岛面积6平方千米（2.3平方英里），无常住居民。行政上归留尼汪管辖。

## 历史
1559年，该岛由葡萄牙水手发现。
1893年，该岛被法国占有。